# Gaisburg (Waiblingen)
Die verschwundene Gaisburg lag auf einem Mündungssporn nordwestlich von Hohenacker, einem Stadtteil der Stadt Waiblingen im Rems-Murr-Kreis in Baden-Württemberg. Über die Befestigung ist so gut wie nichts mehr bekannt. Sie ist nicht zu verwechseln mit der Burg Gaisburg in Stuttgart.

## Lage
Die Gaisburg lag auf dem Geißberg, einem Bergsporn zwischen der Rems im Süden und der Storrenklinge im Nordwesten. Von der ehemaligen Burg sind keine oberirdischen Reste sichtbar. 

## Geschichte

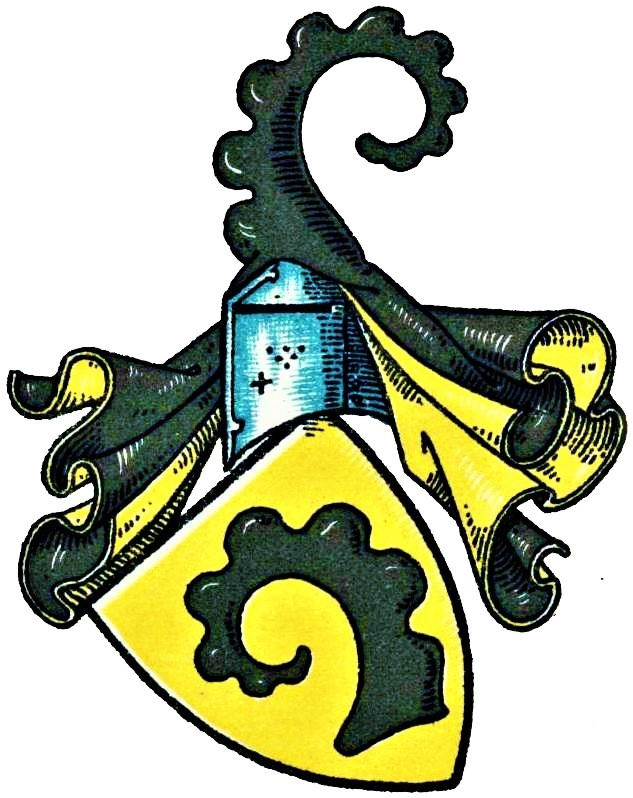
Wappen derer von Gaisberg

Über die Geschichte der Gaisburg ist heute nichts mehr bekannt. Im Jahre 1350 wird ein Ort mit dem Namen Gaispurg erwähnt. Wörtlich heißt es: „Ein Gut, teils wüst, gibt dem Grafen den dritten Teil ohne Schaden, je 8 Morgen Acker zu Gaispurg“. Somit ist  gesichert überliefert, dass auf dem Geißberg eine Befestigung und ein Gutshof stand. In den Jahren 1486 und 1568 wird der Ort ebenfalls Gaisburg genannt, danach änderte sich der Name in Geißberg.
Aufgrund des Namens Gaisburg vermuteten mache Historiker einen Zusammenhang mit dem Geschlecht derer von Gaisberg, vielleicht sogar den Stammsitz der Familie. Nach Friedrich Freiherr von Gaisberg-Schöckingen stammte seine Familie jedoch aus Kirchberg an der Murr. Dort kommt ebenfalls eine Flur mit dem Namen Gaisberg vor, auf der die Burg Kirchberg gestanden haben soll. Der Urahn des Geschlechts, der „ehrbare Mann“ Fritz Gaisberg, verließ Kirchberg und erwarb 1352 von der Witwe des Albrecht Hummel, Herr zu Lichtenberg, ein Rittergut in Bottwar. Somit hat dieser Edelmann mit der 1350 erwähnten Gaisburg wohl nichts zu tun gehabt. Erst seine Nachkommen zogen ins Remstal und erwarben später (im 16. Jahrhundert) die ebenfalls im Remstal gelegene Burg Schnait, welche zuvor den Dürnern von Dürnau gehört hatte. Zu dieser Zeit war die Gaisburg wohl schon verfallen. Das umliegende Areal mit Weinbergen und Wiesen wurde 1482 von Württemberg an Kloster Anhausen veräußert.